# Georgije Mouzalon
Georgije Mouzalon (Γεώργιος Μουζάλων, Geōrgios Mouzalōn) (o. 1220. – 25. kolovoza 1258.) bio je grčki plemić.

## Životopis
Georgije je rođen oko 1220. u Adramytteionu (Άδραμύττειον; Edremit). Njegovi su roditelji nepoznati, ali se njegova obitelj spominje već u 11. st. Bio je „skromna podrijetla“, brat Andronika i Teodora. Oni su postali prijatelji cara Teodora II. Laskarisa. Odgojeni su s njim u njegovoj palači kao njegovi paževi (paidopouloi). Imali su barem dvije sestre.
Car Teodor je stupio na tron 1254. te je uzdigao Georgija i njegovu braću na visoke položaje. Teodor je veoma volio Georgija, nazivajući ga bratom i iznimno ga cijeneći, što su mnogi zamijetili. Moguće je da je njihova ljubav sadržavala i homoromantične elemente, poput ljubavi engleskog kralja Edvarda II. i Piersa Gavestona.
Georgije je podržavao cara u svemu. Kad je car jednom otišao na put, upravo je Georgije bio njegov regent. Car je Georgija učinio prōtosebastosom i protovestiariosom, a smislio je i poseban naslov za njega – megas stratopedarchēs.
Iznimna Teodorova ljubav prema Georgiju jako je zasmetala plemićima koji su patili pod carevom vladavinom. Kako bi još više uzdigao Georgija, Teodor ga je oženio plemkinjom Teodorom Paleolog, koja je bila nećakinja plemića Mihaela, koji je poslije postao car Mihael VIII. Paleolog. Čini se da Georgije nije imao djece.
Nakon Teodorove smrti, Mihael je naredio ubojstvo Georgija, što se i zbilo, premda je Teodora pokušala spriječiti ujaka, koji joj je rekao da joj je najbolje da šuti.